# Aeroporto di Grenoble Isère
L'aeroporto di Grenoble-Isère è un aeroporto francese situato vicino alla città di Grenoble, nel dipartimento dell'Isère.
Presso l'aerodromo si trova un campus dell'École nationale de l'aviation civile (università francese dell'aviazione civile).